# Фестиваль Трайбека
Фестиваль Трайбека (англ. Tribeca Festival) — щорічний весняний кінофестиваль, організований компанією TriBeCa Productions, названої на честь мікрорайону Трайбека в Нью-Йорку. На фестивалі демонструються різноманітні добірки фільмів, серіалів, ток-шоу, музичних творів, ігор, мистецтва та імерсійних технологій. Щороку на фестивалі проводиться понад 600 показів із приблизно 150 000 відвідувачами та нагороджуються незалежні артисти у 23 конкурсних категоріях. До 2020 року фестиваль мав назву «Кінофестиваль Трайбека» (англ. Tribeca Film Festival).
Щороку фестиваль проводить понад 600 показів із приблизно 150 тис. відвідувачами та нагороджує незалежних артистів у 23 конкурсних категоріях.

## Історія
Фестиваль Трайбека заснований актором Робертом Де Ніро, продюсеркою Джейн Розенталь та інвестором Крейгом Геткоффом у 2002 році задля стимулювання економічного та культурного відродження Нижнього Мангеттену після терористичної атаки на Всесвітній торговий центр 11 вересня 2001 року.
Перший фестиваль розпочався після 120-денного планування за участю понад 1300 волонтерів. У ньому взяли участь понад 150 000 людей[3], і в ньому взяли участь кілька перспективних режисерів. Фестиваль включав конкурси оповідних, документальних і короткометражних фільмів, які оцінювали журі; відреставрована серія класики; кращий серіал про Нью-Йорк, куратором якого є Мартін Скорсезе; 13 великих панельних дискусій; цілоденний сімейний фестиваль; і прем’єри студійних фільмів «Зоряні війни: Епізод II – Атака клонів», Про хлопчика, американський ремейк «Безсоння», «Божественні таємниці сестринства Я-Я» та «Ліга надзвичайних джентльменів». 
Фестиваль 2003 року зібрав понад 300 000 людей. Фестиваль продемонстрував розширену групу незалежних повнометражних, документальних і короткометражних фільмів з усього світу в поєднанні зі студійними прем’єрами, панельними дискусіями, музичними та комедійними концертами, сімейним фестивалем, спортивними заходами та показом фільмів просто неба вздовж річки Гудзон. Сімейний фестиваль включав покази дитячих фільмів, розповідання історій, сімейні панелі, майстер-класи та інтерактивні ігри, кульмінацією яких став одноденний вуличний ярмарок, який зібрав близько 250 000 людей.
Наприкінці 2003 року Де Ніро придбав кінотеатр на Варік-стріт, 54, у якому розташовувався нещодавно закритий кінотеатр Screening Room, артхаус, який щовечора показував незалежні фільми, перейменувавши його в Tribeca Cinema. Він став одним із місць проведення фестивалю.
Прагнучи виконати свою місію донести незалежне кіно до якнайширшої аудиторії, у 2006 році фестиваль розширив своє охоплення в Нью-Йорку та за кордоном. У Нью-Йорку Tribeca проводила покази по всьому Манхеттену, оскільки розклад понад 1000 показів фестивалю перевищив місткість центру міста. На міжнародному рівні фестиваль представив фільми на Римському кінофестивалі. В рамках урочистостей у Римі Трайбека була нагороджена першою в історії нагородою «Сходинки та зірки», яка вручається на Іспанських сходах. Загалом було відібрано 169 повнометражних і 99 короткометражних фільмів із 4100 поданих фільмів, у тому числі 1950 повнометражних, що втричі перевищує загальну кількість заявок, поданих на перший фестиваль у 2002 році. На фестивалі відбулося 90 світових прем’єр, 9 міжнародних прем’єр, 31 північноамериканська прем’єра, 6 Прем’єри в США та 28 прем’єр у Нью-Йорку.
У 2009 році Розенталь, Хаткофф і Де Ніро були названі номерами 14 у списку 25 найкращих благодійників світу за версією Беррона за їх роль у відновленні економіки TriBeCa після 11 вересня.
У 2011 році L.A. Noire стала першою відеогрою, визнаною кінофестивалем Трайбека. У 2013 році «Beyond: Two Souls» за участю Елліота Пейджа та Віллема Дефо стала лише другою грою, прем’єра якої відбулася на фестивалі.
19-й кінофестиваль Tribeca, спочатку запланований на 15-26 квітня 2020 року, скасовано через пандемію COVID-19. Протягом наступних тижнів і місяців Tribeca запустила кілька цифрових пропозицій, щоб виділити кінематографістів і творців, які сподівалися показати прем’єру своїх останніх робіт на весняному зібранні. Він забезпечив безпечну цифрову платформу для фільмів Фестивалю 2020, які планують розповсюдити для преси та індустрії, і організував віртуальний простір для зборів для Tribeca N.O.W. Ринок творців.
У відповідь на глобальну пандемію Tribeca організувала We Are One у партнерстві з YouTube, безкоштовний 10-денний цифровий фестиваль, який забезпечив розваги та спілкування для домашньої аудиторії та зібрав міжнародні кошти для допомоги COVID-19. Програму спільно курували 21 провідний міжнародний кінофестиваль, у тому числі Каннський, Санденс, TIFF і Венеціанський, і продемонстрували понад 100 годин короткометражних фільмів, повнометражних фільмів, виступів і музики для аудиторії в 1,9 мільйона людей у 179 країнах.
У липні 2020 року Tribeca запустила одну з перших масштабних серій pop-up drive-in по всій країні, щоб забезпечити аудиторію розвагами в безпечному, соціально дистанційованому середовищі. Покази проходили на Rose Bowl у Пасадені, штат Каліфорнія, на стадіоні Dallas Cowboys AT&T Stadium в Арлінгтоні, штат Техас, на пляжі Орчард у районі Бронкс у Нью-Йорку та на пляжі Нікерсон в окрузі Нассау, штат Нью-Йорк. Серіал брав участь у місцевому виробництві та співпрацював з невеликими харчовими підприємствами, які постраждали від карантину.
7 серпня 2020 року організатори оголосили, що ювілейний 20-й випуск фестивалю мав відбутися з 9 по 20 червня 2021 року з окремим місцем для відзначення фільмів, прем’єри яких не змогли відбутися на фестивалі, який було скасовано. у 2020 році. Уперше на фестивалі Tribeca також організувала громадські покази — як у приміщенні, так і на відкритому повітрі — у всіх п’яти районах Нью-Йорка.
Починаючи з події 2021 року, фестиваль додав окрему категорію відеоігор. Номіновані ігри представлені в онлайн-презентаціях під час Фестивалю, подібно до кінопоказів. Фестиваль виключив слово «Фільм» зі своєї назви.